# Consumers International

Logo von Consumers International

Consumers International (CI) ist eine unabhängige, internationale Non-Profit-Organisation für den Verbraucherschutz mit dem Hauptsitz in London. Mehr als 200 Verbrauchergruppen und Verbraucherorganisationen aus über 100 Ländern sind Mitglied bei Consumers International. Die Organisation koordiniert seit 1983 jährlich den Weltverbrauchertag.

## Geschichte
Die Organisation wurde am 1. April 1960 als International Organisation of Consumers Unions (IOCU) gegründet, um den Verbraucherschutz zu stärken. Die Organisation begann rasch zu wachsen und etablierte sich als eine wichtige Stimme in der internationalen Verbraucherbewegung. Die Schwerpunkte ihrer Arbeit sind Produktstandards, Lebensmittelstandards, Gesundheit und Patientenrecht, Umweltschutz und Nachhaltigkeit sowie die Regulation internationalen Handels und öffentliche Versorgung.
Die Gründung wurde initiiert von Elizabeth Schadee, die später als Verwaltungsratsvorsitzende im niederländischen Consumentenbond tätig wurde, und Caspar Brook, der der erste Direktor von Which? im Vereinigten Königreich war. Die beiden schlugen eine internationale Konferenz vor, um die Zusammenarbeit der im vergleichenden Warentest tätigen Verbraucherorganisationen zu verbessern. Die Consumers Union aus den Vereinigten Staaten von Amerika unterstützten dieses Vorhaben finanziell. Im Januar 1960 veranstalteten diese drei Organisationen die First International Conference on Consumer Testing in Den Haag, bei der 34 Repräsentanten aus vierzehn Ländern anwesend waren, um gemeinsame Produkttests und die Gründung der internationalen Organisation zu diskutieren. Zu den genannten drei nationalen Organisationen traten die belgische und die australische Verbraucherverband als Gründungsmitglieder hinzu und benannten Vertreter für den ersten Verwaltungsrat.

## Mitglieder
Die Organisation unterstützt und repräsentiert mittlerweile über 220 Mitgliederorganisationen in 115 Ländern aus aller Welt. Ungefähr zwei Drittel der Mitgliederorganisationen kommen aus Entwicklungsländern. Einige Mitglieder sind beispielsweise die folgenden Organisationen:
- Europäischer Verbraucherverband, Brüssel
- International Consumer Research & Testing, London
- Stiftung Warentest, Berlin
- Verbraucherzentrale Bundesverband, Berlin
- Verein für Konsumenteninformation, Wien

## Geschäftsstellen
Die Organisation hat weltweit fünf Geschäftsstellen:
- Consumers International Global Office, London
- Consumers International Office for Latin America and the Caribbean
- Consumers International Office for Africa
- Consumers International Office for Asia Pacific and the Middle East
- Consumers International Middle East Hub Office

## Persönlichkeiten
Die folgenden Personen haben bei der Organisation mitgewirkt:
- Michel Chossudovsky, Autor
- Eva Lachkovics, Leiterin des Informationszentrums von Health Action International (HAI) im Regionalbüro für Asien und den Pazifik
- Gerd Leipold, Berater